# RUSH! (Hysteric Blueの曲)
『RUSH!』（ラッシュ）は、Hysteric Blueの1枚目のシングル。

## 収録曲
1. RUSH!
作詞・作曲:たくや
2. P・O・T (Power Of Teens)
3. RUSH! (オリジナル・カラオケ)

## 楽曲の収録アルバム
- baby Blue (#1,2、#2はP・O・T'99)
- Historic Blue (#1)